# Базилика Космы и Дамиана
Базилика Космы и Дамиана (итал. La basilica diaconale dei Santi Cosma e Damiano) — древняя христианская церковь, перестроенная из античного храма на Форуме Мира, построенного императором Веспасианом в 71—75 годах, примыкавшем с севера к старому Римскому форуму. Посвящена братьям, святым-бессребреникам, врачевателям Косме и Дамиану Аравийским.
Диаконическая базилика Святых Космы и Дамиана — католическое культовое сооружение в Риме, первое, возведённое на территории античного Римского форума. Древнеримский храм на этом месте находился c южной стороны огромной незавершённой Базилики Максенция. Церковь включает оригинальные римские постройки, обращённые к Римскому форуму и Виа Сакра, а вход на верхний уровень христианской церкви находится с северной стороны за пределами Форума. Христианская церковь имеет достоинство малой базилики.

## История

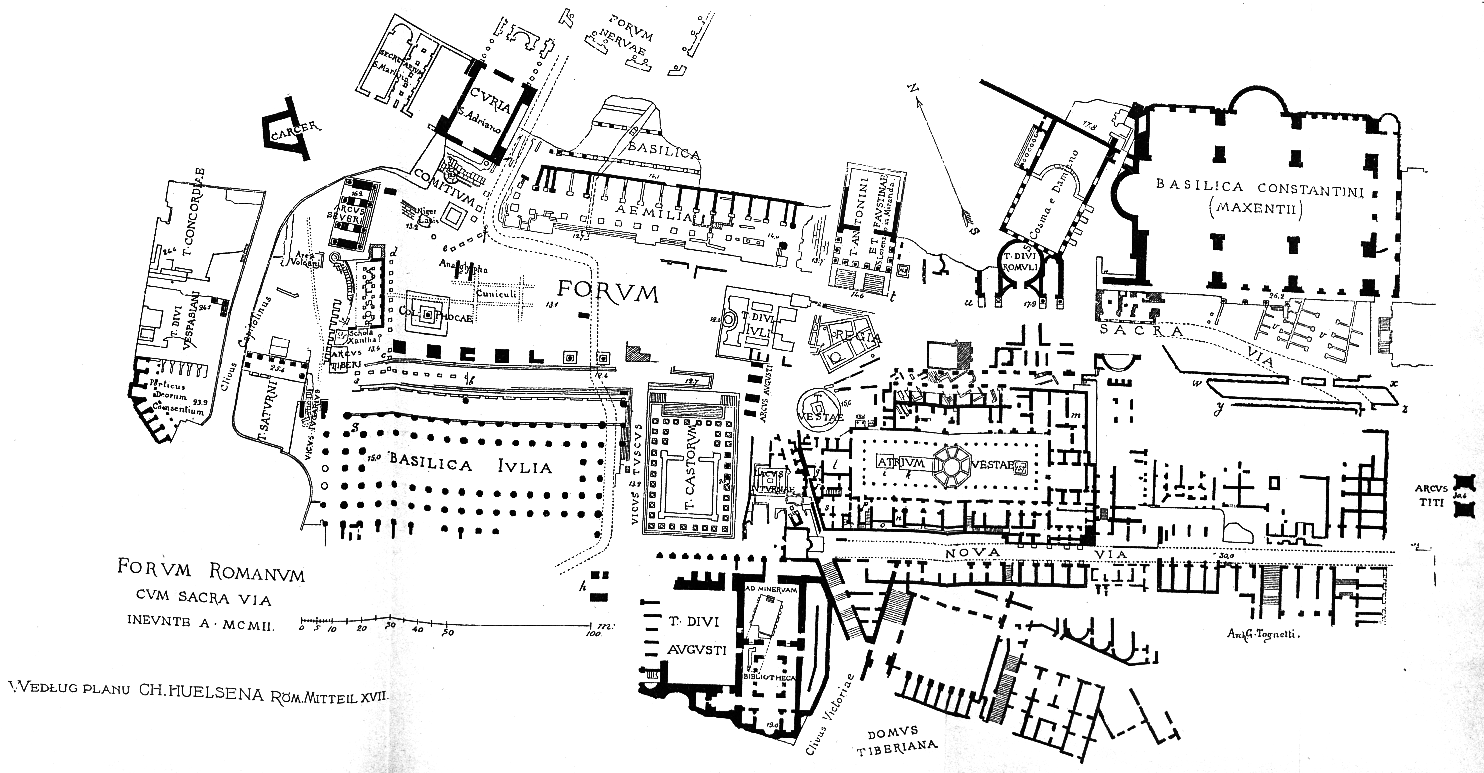
Римский форум. План. Справа вверху: Базилика Максенция и церковь Божественного Ромула

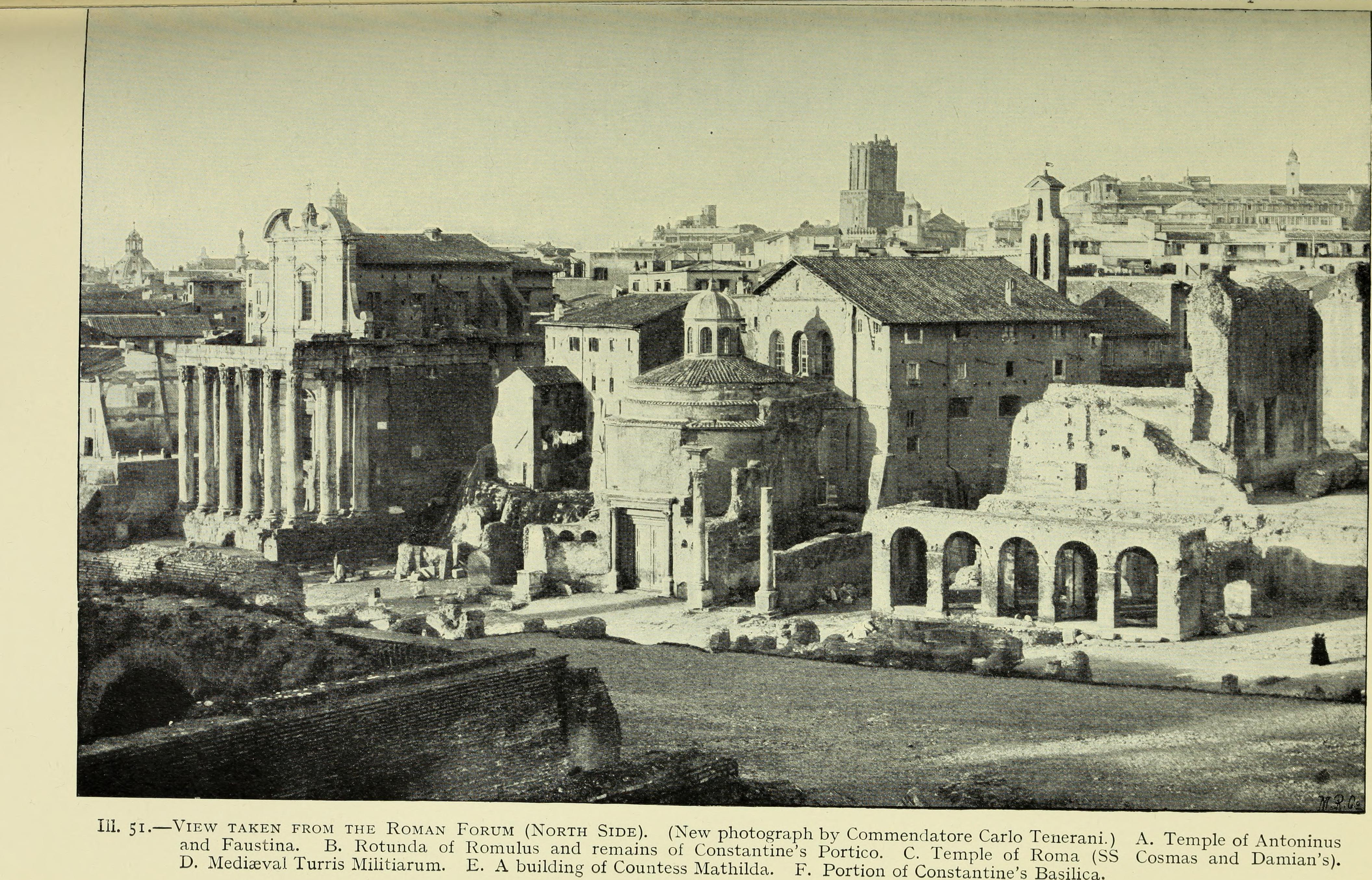
Северная часть Римского форума. Вид с юга. Фотография 1911 г.

В 307 году император Максенций приказал возвести храм Божественного Ромула (Templum Divi Romuli) в честь умершего в 309 году своего сына Валериуса Ромула, удостоенного божественных почестей. Небольшой круглый храм типа ротонды около 17 м в диаметре был построен из кирпича, облицован мрамором и перекрыт куполом. С южной стороны сохранился портик с двумя колоннами зелёного мрамора и бронзовыми воротами. В двух боковых залах находились статуи пенатов (предположительно храм изначально был посвящён пенатам), они были убраны в IV в. Император Константин I Великий переименовал сооружение в храм Юпитера Статора.
В 527 году остготский король Теодорих и его дочь Амаласунта подарили папе Феликсу IV здание бывшего храма с прямоугольной в плане пристройкой, которая некоторое время служила «библиотекой Форума мира» (Bibliotheca Pacis). Лекции в этой библиотеке, согласно преданию, читал сам Клавдий Гален. Папа объединил два здания, чтобы создать базилику, посвящённую двум арабским христианским братьям-целителям Косме и Дамиану, в отличие от древнего языческого культа двух братьев Кастора и Поллукса, которым поклонялись в соседнем храме Кастора и Поллукса. Античная ротонда стала вестибюлем новой церкви. Апсида была украшена римско-византийской мозаикой, изображающей парусию (незримое постоянное присутствие Христа в мире).
Вероятно, в IX в. в церковь были перенесены тела святых Марка и Марцеллиана. Они были вновь открыты в 1583 году в понтификат папы Григория XIII.

## Реставрационные работы
В конце VIII века при папе Адриане I храм Космы и Дамиана был отреставрирован. В 1512 году церковь была передана Третьему ордену святого Франциска, монахи которого обслуживают церковь до настоящего времени.
В 1632 году при папе Урбане VIII были проведены значительные восстановительные работы. Пол был приподнят на семь метров, а затем был доведён до уровня Кампо Ваччино (уровня основной части Форума), чтобы избежать проникновения воды. Древний пол базилики до сих пор виден в «нижней церкви», построенной в первоначальном помещении, которое теперь находится ниже уровня земли и представляет собой крипту церкви. Старый храм Ромула был по возможности восстановлен, а монастырь и двор с портиком обрели нынешнюю форму. Вместе с Пантеоном храм Ромула является наиболее хорошо сохранившимся языческим храмом Рима. Чтобы обозначить свою работу, папа Урбан VIII поместил свой герб в новый кессонный потолок базилики.
В 1947 году старый вход через так называемый «храм Ромула» был закрыт и заменён новым, с противоположной стороны Виа-дей-Фори-Империали, за пределами форума, входная арка ведёт в монастырь, а через него — в базилику.

## Интерьер базилики и произведения искусства
Рядом с новым входом расположены два помещения с оригинальным мраморным полом Форума мира и стеной, на которой были прикреплены сто пятьдесят мраморных плит, составлявших знаменитый «Мраморный план Рима» (Forma Urbis Romae). План шириной 18 м и высотой 13 м состоял из мраморных плит, которые были закреплены на внутренней стене храма Мира, оказавшейся частью наружной стены базилики. На плане в масштабе 1:240 были указаны расположение, контуры и названия храмов, общественных и жилых зданий в центральной части города. План был «перевёрнут» относительно привычной нам ориентации карт: верх соответствовал не северу, а юго-востоку. Более тысячи фрагментов отдельных пластин были найдены в эпоху Возрождения и частично скопированы в Ватикане. Ныне они хранятся в Музее римской цивилизации.
План базилики был задуман в соответствии с нормами онтрреформации: один неф, с тремя капеллами с каждой стороны и большая апсида, которая несколько утратила размеры из-за реставрации, проведенной в XVII веке: она меньше, чем античная арка, которая была на этом месте раньше.
В крипте под главным престолом находятся мощи святых мучеников Космы и Дамиана Аравийских вместе с мощами святых мучеников
Анфима, Леонтия, Евпрепия и Транквиллина.
Икона Мадонны с Младенцем, помещённая в алтаре, датируется XIII веком, как и необычная фреска Volto Santo (Святой лик), изображающая Христа на кресте в подире (длинной византийской тунике), найденная в первой капелле.
Конха апсиды около 530 года была украшена мозаикой со сценой Парусии — встречи с Христом на небесах двух титулованных святых церкви. В центре доминирует фигура Христа на красных и голубоватых облаках со свитком Закона: Traditio legis (лат. передача, вручение Закона) в левой руке и правой, указывающей на звезду в небе (символ Благовещения). Предстоящие фигуры включают святого Петра, который представляет Косму и святого Теодора (справа), а святой Павел представляет святого Дамиана и папу Феликса IV (526—530), который содержит макет церкви. Ниже расположены Агнец Божий с серебряным ореолом и символы святых апостолов в образе овец. Агнец стоит на холме с Вифлеемом справа и Иерусалимом слева, из холма вытекают четыре райские реки.
Триумфальная арка перед мозаикой также датируется VI веком, но, возможно, была завершена в конце VII века. Символические изображения арки основаны на 4 и 5 главах книги Откровения.

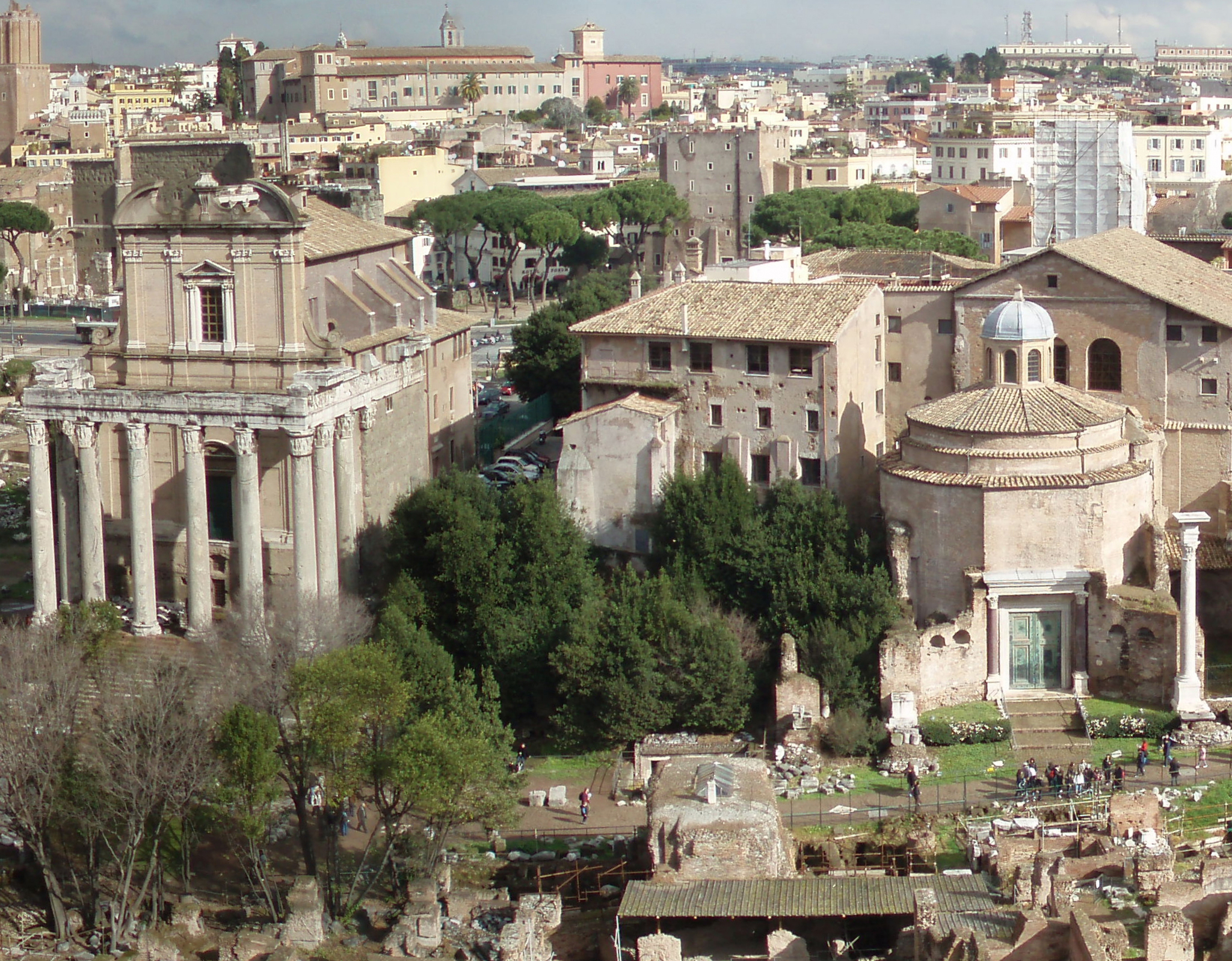
Часть Римского Форума: Храм Антонина и Фаустины (слева) и Базилика Космы и Дамиана (справа). Вид с юга
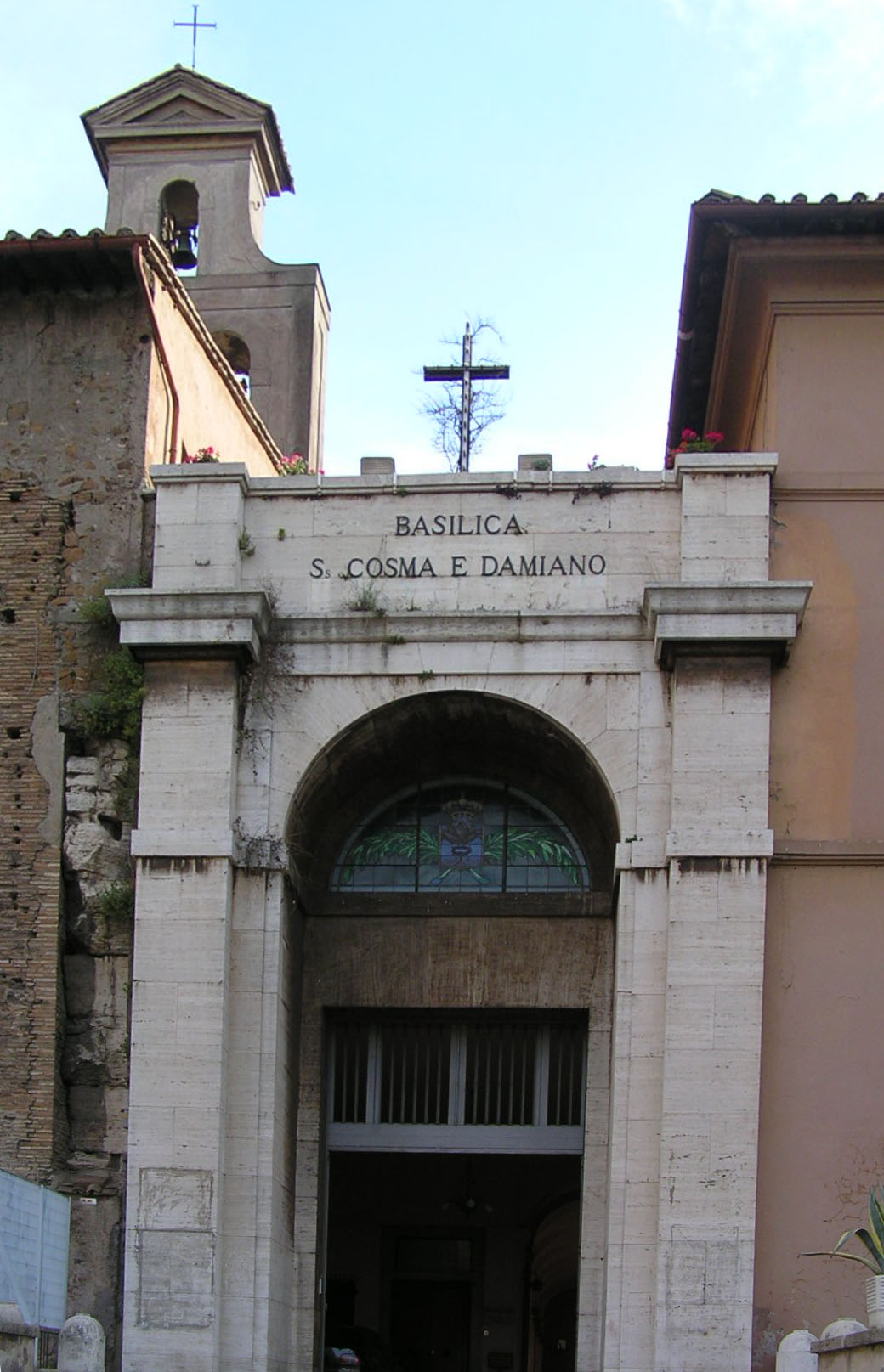
Северный вход
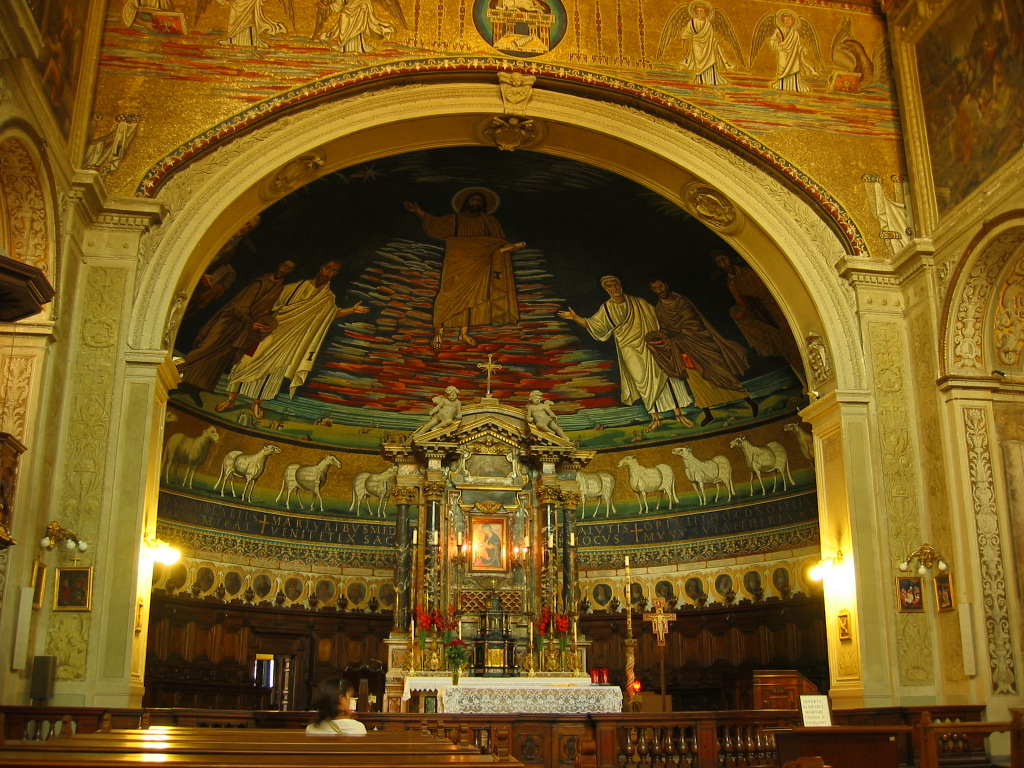
Главная апсида и алтарь
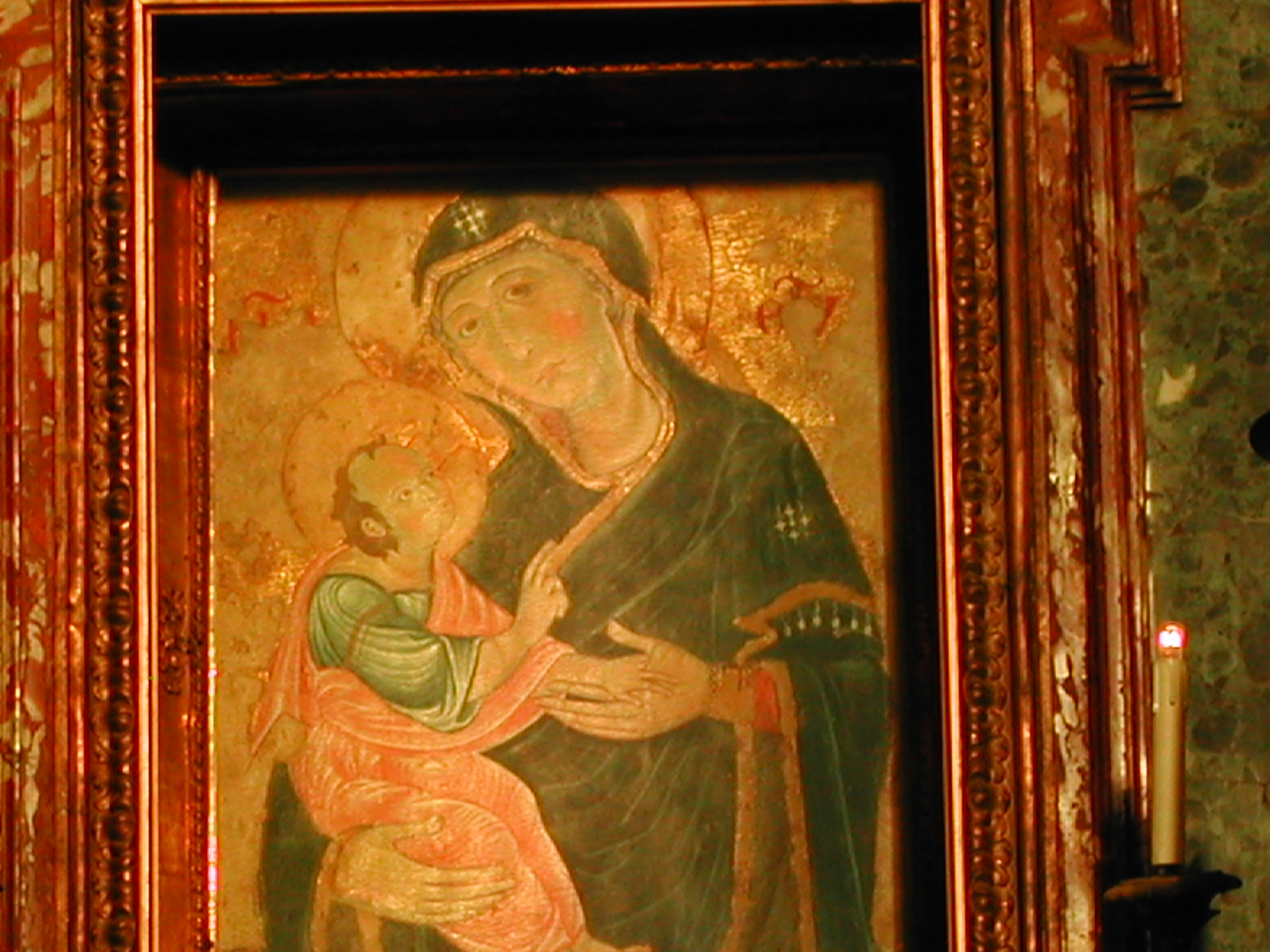
Мадонна с Младенцем. XIII в. Главный алтарь
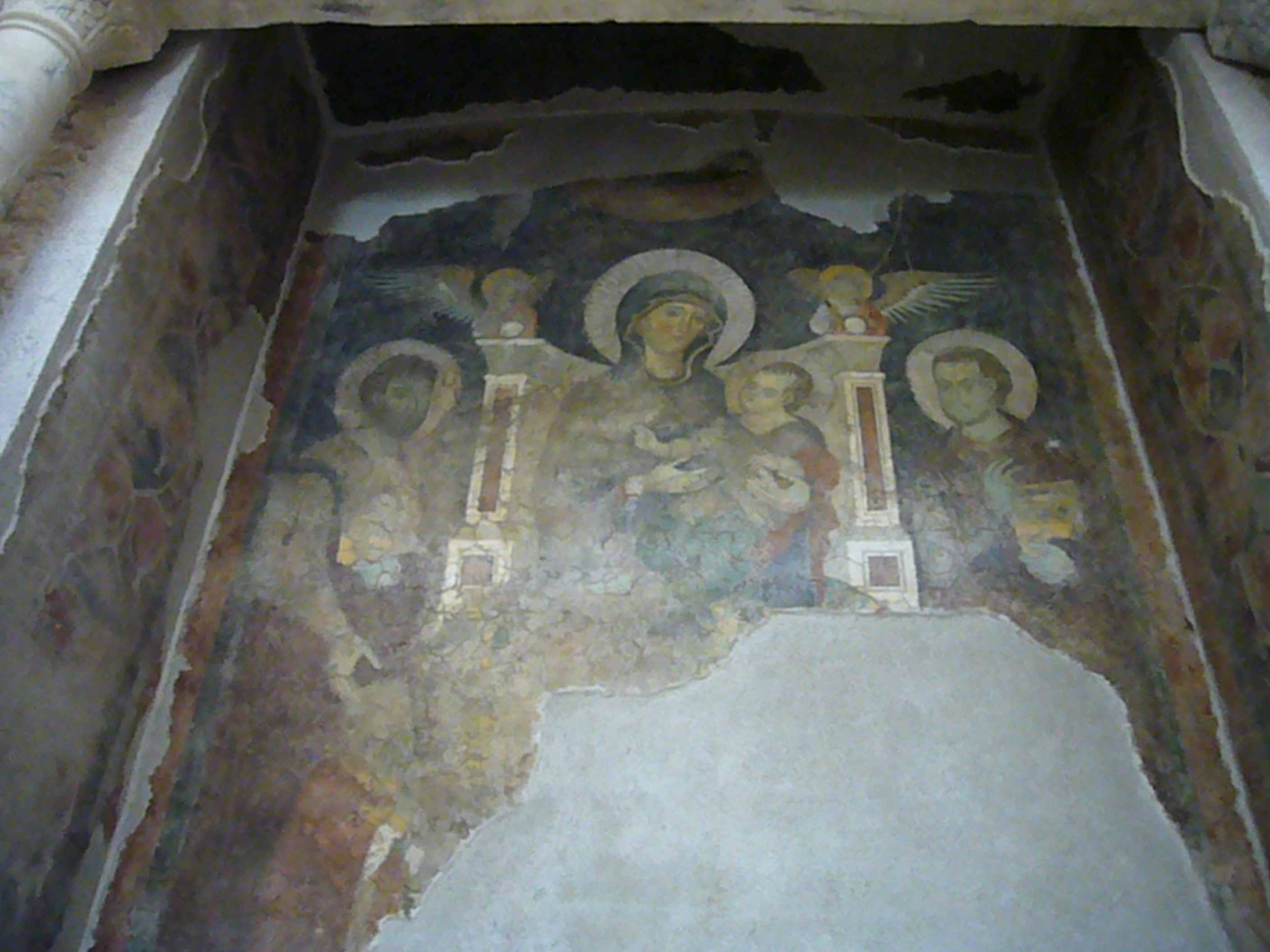
Мадонна на троне. Остатки древней фрески
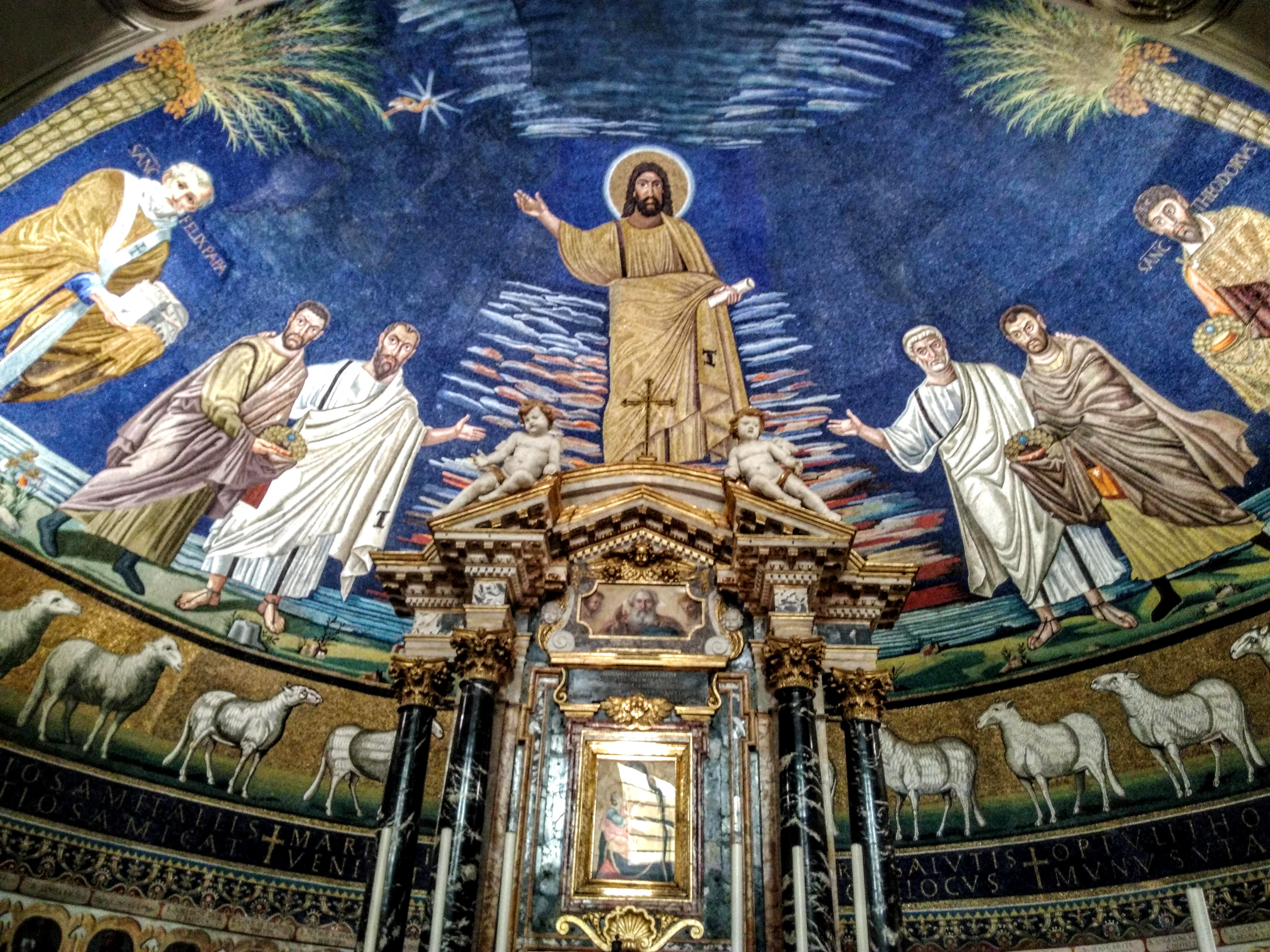
Мозаика конхи апсиды
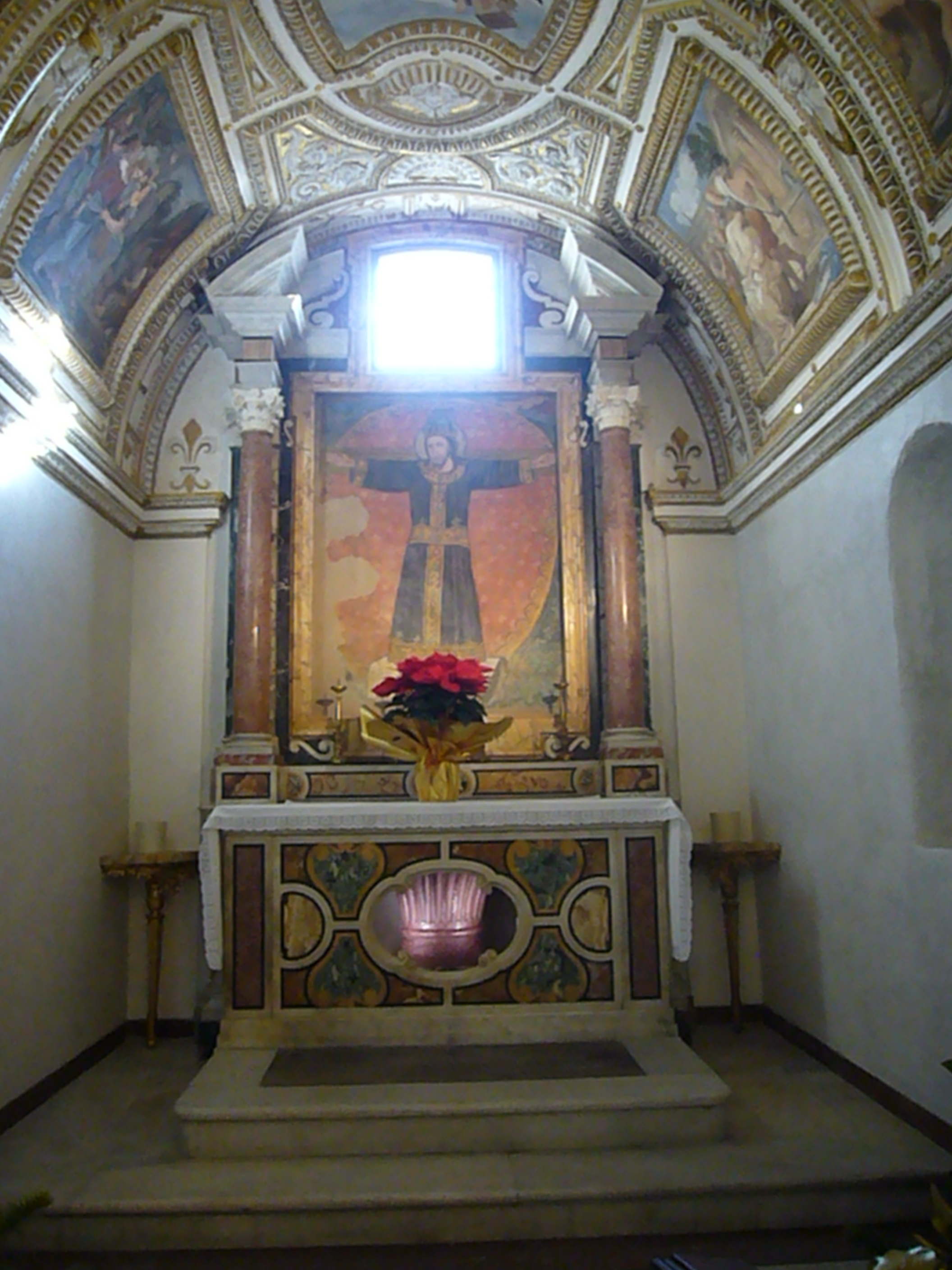
Volto Santo (Святой лик). Деталь фрески. XIII в.

## Презепио

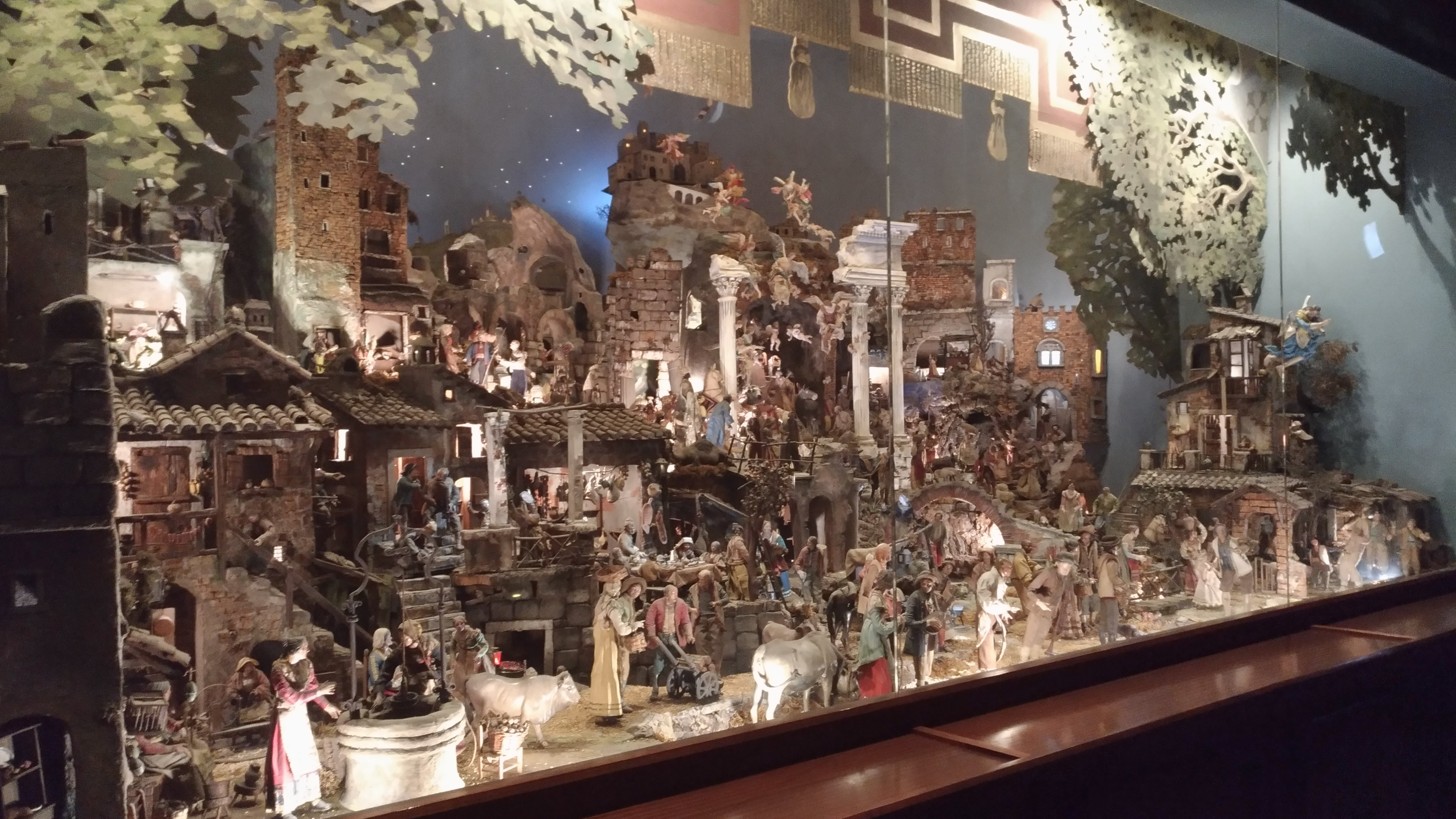
Презепио базилики Санти-Косма-э-Дамиано, Рим

В отдельном приделе церкви экспонируется уникальное произведение — презепио (итал. presepio — кормушка, ясли), в православной иконографии — Рождественский вертеп. Композиция включает огромное количество фигур, иллюстрирующих главное событие вифлеемской ночи — рождение Спасителя. Как сообщает мраморная доска, установленная в комнате, где хранится презепио, произведение было подарено базилике неаполитанскими супругами Энрико Катальдо и Рафаэллой Перричелли в 1939 году. В 1988 году презепио и некоторые его элементы стали жертвой вандализма. Часть фигур были украдена, но спустя время произведение было восстановлено и с 1994 года презепио открыто для обозрения. Судя по архитектурным деталям событие священной истории перенесено на Римский форум в наше время. Презепио пользуется огромной популярностью у туристов и любителей церковного искусства.

## Титулярная церковь
Церковь Святых Космы и Дамиана является титулярной диаконией, кардиналом-дьяконом с титулярной диаконией Святых Космы и Дамиана и кардиналом-священником с титулом церкви с 22 февраля 2014 года является итальянский кардинал Беньямино Стелла.